# 川尻一寛
川尻 一寛（かわじり いっかん、1930年（昭和5年）12月25日 - 2008年（平成20年）12月29日）は、京都府京都市日吉出身の日本の陶芸家。本名は宗裕。
作風は伝統的な京焼き磁器を守りつつも大胆な形態の作品を発表した。

## 来歴
1930年（昭和5年）12月25日、京都府京都市日吉に生まれる。物心ついた頃から近所に製陶関連業の多い環境で育った。陶芸家クラブで清水六兵衛に師事する。
生前は現代工芸美術家協会評議員、日展理事などを務めた。
日本芸術院の工芸美術部門で1984年（昭和59年）第16回日展、1988年（昭和63年）第20回日展の2回で特選受賞している。
2001年、「豊穰」が日本芸術院賞を受賞。
2008年（平成20年）12月29日死去、享年78。